# Оловаренко Олександр Віталійович
Олекса́ндр Віта́лійович Олова́ренко — солдат Збройних сил України, учасник російсько-української війни.

## З життєпису
За освітою юрист. Понад 20 років працював в міліції. У часі війни — доброволець. Учасник боїв за Іловайськ — 8-ма окрема автомобільна санітарна рота, водій-санітар. З оточення вивозили померлих та поранених.
9 листопада 2014-го Антон Ляхов та Олександр Оловаренко прибули до базового табору 1-ї БТГр та добровільно зголосилися виконати завдання щодо евакуації одного пораненого та одного загиблого військовика з ротного опорного пункту «Аеропорт». Терористи висунули ризиковані умови — щодо зовнішнього вигляду транспортного засобу для евакуації: санітарний автомобіль УАЗ-2206 повинен бути з відкритими та зафіксованими боковими і задніми дверима, а екіпаж — без зброї. Військові медики без прикриття броньованої бойової техніки заїхали на територію РОП «Аеропорт» та здійснили евакуацію двох вояків 79-ї бригади. Попри домовленості з представниками терористів, санітарний екіпаж обстріляли зі стрілецької зброї та гранатометів. Військовим медикам вдалося уникнути прямого влучення в автомобіль. Пораненому військовослужбовцю надали медичну допомогу та його евакуювали, вдалося доставити й тіло загиблого військовика.
18 листопада 2014 року при наданні медичної допомоги пораненим при мінометному обстрілі та подальшій евакуації, Ляхов і Оловаренко одночасно рятували 9 поранених військовослужбовців 1-ї БТГр, після чого вивезли їх із зони обстрілу до базового табору на автомобілі, звідти — у Димитрівську лікарню.
Пережив у січні 2015-го в ДАПі газову атаку терористів.
У мирному житті виконує замовлення з будівництва промислових об'єктів.
Займається волонтерством.

## Нагороди та вшанування
- Указом Президента України № 625/2019 від 23 серпня 2019 року за «особисту мужність і самовіддані дії, виявлені у захисті державного суверенітету та територіальної цілісності України» нагороджений орденом За мужність III ступеня[5]